# Lago Villarrica
Lago Villarrica är en sjö i Chile.   Den ligger i regionen Región de la Araucanía, i den södra delen av landet, 700 km söder om huvudstaden Santiago de Chile. Lago Villarrica ligger 215 meter över havet. Arean är 173 kvadratkilometer. Den sträcker sig 11,1 kilometer i nord-sydlig riktning, och 22,8 kilometer i öst-västlig riktning.
Följande samhällen ligger vid Lago Villarrica:
- Villarrica (31 602 invånare)

I omgivningarna runt Lago Villarrica växer i huvudsak blandskog. Runt Lago Villarrica är det ganska glesbefolkat, med 22 invånare per kvadratkilometer.